# Luciobarbus microcephalus
Luciobarbus microcephalus, auf Englisch Smallhead Barbel, Spanisch Barbo Cabecicorto und Portugiesisch Barbo-de-Cabeça-Pequena, ist eine mittelgroße Barbenart, die endemisch nur auf der Iberischen Halbinsel vorkommt.

## Beschreibung
Luciobarbus microcephalus unterscheidet sich von anderen Arten der Gattungen Luciobarbus und Barbus durch 45 bis 50 Schuppen in der Seitenlinienreihe (SL), der letzte unverzweigte Flossenstrahl der Rückenflosse ist stachelartig stark und am größten Teil seiner Hinterkante gesägt. Die Rückenflosse ist in ihrem hinteren Teil konkav. Die Kopflänge beträgt 22 bis 27 % der Standardlänge. Die Unterlippe ist schmal, ohne Mittellappen, die Unterkieferspitze wird nicht durch die Unterlippe bedeckt. Die Fische sind bereits mit einer Körperlänge von 26 bis 40 Zentimetern ausgewachsen. Das Endgewicht liegt zwischen acht und neun Kilogramm. Im Rio Guadiana und Tajo wurden bereits Exemplare von neun bis zwölf Kilogramm Körpergewicht gefangen.

## Verbreitung und Lebensraum

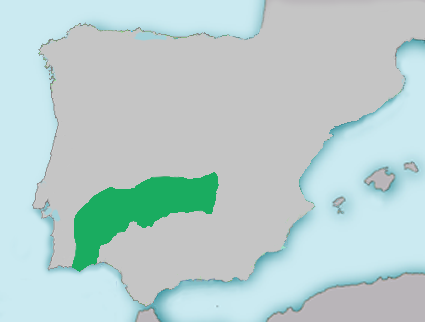
Verbreitungsgebiet von Barbus microcephalus (grün)

Luciobarbus microcephalus kommt in Portugal und Spanien vor. Besonders häufig ist ihr Vorkommen in Tieflandflüssen wie dem Mittel- und Unterlauf des Rio Guadiana oder im Flusssystem des Rio Tajo. In Marokko wurde sie teilweise eingeführt. Ihr natürliches Habitat sind tiefe und langsam fließende Flüsse und Ströme sowie Staubereiche.

## Lebensweise
L. microcephalus ernährt sich von Pflanzen, Detritus und Kleintieren.

## Nutzen
Luciobarbus microcephalus dient in einigen Regionen als Sportfisch für Angler.

### Gefährdungsstatus
Von der IUCN wird die Fischart als gefährdet (vulnerable) eingestuft, der Bestandstrend ist abnehmend. In der Berner Konvention, Anhang III, wird L. microcephalus als schützenswerte Fischart aufgeführt. Lebensraum und Individuendichte von Luciobarbus microcephalus werden sich in Zukunft noch weiter verringern. Man geht davon aus, dass im Jahr 2020 nur noch die Hälfte der Population existent sein wird, die es zu Beginn des 21. Jahrhunderts gegeben hat. Hauptgründe für die Bedrohung sind Wasserverschmutzung, Wasserentzug für landwirtschaftliche Bewässerung und Staudammbau, wie zum Beispiel der geplante Damm von Alquedi. Eingeführte fremde Fischarten sind ein weiteres Problem.